# Nussbaum Medien
Nussbaum Medien ist eine Verlagsgruppe in Baden-Württemberg, die hauptsächlich Amtsblätter und private Mitteilungsblätter druckt und publiziert. Die Sitze der Unternehmensgruppe in Bad Rappenau, Weil der Stadt, St. Leon-Rot, Rottweil, Uhingen und Horb fassen gemeinsam mit den Außenbüros in Echterdingen und Ettlingen sowie den Außenstellen in Dußlingen und Gaggenau über 550 Mitarbeiter.
Neben Amts- und Mitteilungsblättern bietet Nussbaum Medien auch eine „Bürger-App“, den Online-Shop kaufinBW und das Nachrichtenportal Lokalmatador sowie den Nussbaum Club an.

## Geschichte
1959 gründete Otto Steinhilber den Primo-Verlag in Worms und spezialisierte sich auf die Produktion von Amts- und privaten Mitteilungsblättern. 1964 zog der Verlag nach Walldorf um. Mit sieben Mitarbeitern wurden die Amts- und privaten Mitteilungsblätter für zwölf Gemeinden gefertigt. Durch den Einsatz der damals neuartigen Komposer-Technik von IBM und des Offsetdrucks konnten die Blätter günstig produziert werden. In den Jahren 1966 und 1967 wurden 20 Amtsblätter herausgegeben.
1972 übernahm Oswald Nussbaum den Primo-Verlag, der Gründer Otto Steinhilber blieb weiterhin Geschäftsführer. 1988 wurde der vollautomatische Ganzseitenumbruch im Textbereich eingeführt. Der Bogenoffsetdruck wurde durch den Rollenoffsetdruck abgelöst.
1991 übernahm Klaus Nussbaum, der Sohn des Firmeninhabers, die Verlagsleitung als Geschäftsführer. 1996 zogen der Verlag und Druckerei in das neu gebaute Verlagsgebäude nach St. Leon-Rot. Im Jahr 1999 wurde der Rollenoffset-Maschinenpark weiter ausgebaut, die Gestaltung der Anzeigenblätter erfolgte nun voll digital, sowohl in Text als auch in Bild.
2000 wurde der Zweifarbendruck eingeführt, unterstützt vom Computer-to-Plate-Verfahren. 2001 wurde aus dem Primo-Verlag die Nussbaum Medien St. Leon-Rot GmbH & Co. KG. 2003 stieg das Unternehmen mit Nussbaum – Das Lokale ins Telefonbuchgeschäft ein.
Der Sohn des Firmeneigners Oswald Nussbaum, Klaus Nussbaum, übernahm 2004 Nussbaum Medien St. Leon-Rot. 2005 kam der Verlag Rundblick Druck und Medien in Bad Friedrichshall mit 37 Titeln hinzu, 2006 firmierte der Rundblick-Verlag um in Nussbaum Medien Bad Friedrichshall GmbH & Co. KG.
Im Jahr 2007 wurde der Betriebskindergarten Oswald Nussbaum Kinderhaus eröffnet. Auch wurde die bestehende Druckerei für eine weitere Druckmaschine um einen Anbau erweitert. Zugleich fand eine innerbetriebliche Umstellung statt, indem sich Brigitte Nussbaum, Tochter des Unternehmensgründers Oswald Nussbaum, Inhaberin der Betriebe Weil der Stadt, Rottweil und Uhingen wurde.
Weil der Stadt: 2008 wurde eine zweite KBA „Cortina“ angeschafft, sodass erstmals 64 Farbseiten in einem Durchgang gedruckt werden konnten. Zugleich startete das neue Internetportal GemeindeKlick mit Weil der Stadt als Pilotstadt. Nach einem 50-jährigen Betriebsjubiläum im Jahre 2009, ging das Online-Portal lokalmatador.de 2010 zum ersten Mal online.
2011 wurden Solaranlagen in Weil der Stadt für die Produktion umweltbewussten Stroms gebaut. Im April dieses Jahres lag auch die Gründung der Nussbaum Stiftung mit dem Stiftungszweck, gemeinnützige Projekte zu ermöglichen. Gefördert werden Vereine in den Bereichen Sport und Kultur. Außerdem unterstützt die Stiftung unschuldig in Not geratene Menschen oder Personengruppen.
2014 fand ein Relaunch des GemeindeKlicks statt. Auf der Kommunikationsplattform berichten nun Mitmach-Reporter selbst über das Geschehen im Ort. Amts- und Mitteilungsblätter können im eBlättle auch online gelesen werden. 2016 zog die Uhinger Niederlassung nach Ebersbach an der Fils und Nussbaum Medien Bad Friedrichshall nach Bad Rappenau. Im selben Jahr wurde die Nussbaum Medien St. Leon-Rot GmbH & Co. KG von der Caritas und dem Ministerium für Finanzen und Wirtschaft Baden-Württemberg für den Mittelstandspreis für soziale Verantwortung in Baden-Württemberg nominiert.
Im Jahre 2017 fusionierte die Verlagsgruppe mit der Druckerei Stein zur „Nussbaum Medien Bad Rappenau GmbH & Co. KG“. Weiterhin erhielt die Nussbaum Medien St. Leon-Rot GmbH & Co. KG im Rahmen des Mittelstandpreises für soziale Verantwortung eine Auszeichnung als gesellschaftlich engagiertes Unternehmen. Klaus Nussbaum wurde zum Jahresbeginn 2017 zum alleinigen Inhaber aller Nussbaum Medien Betriebe (Bad Rappenau, Rottweil, St. Leon-Rot, Uhingen, Weil der Stadt) ernannt. Am 2. Januar 2018 übernimmt Nussbaum Medien die Aktivitäten des Primo-Verlags Geiger in Horb und gründet die Nussbaum Medien Horb GmbH & Co. KG.

## Unternehmensgruppe
Nussbaum Medien, ehemals Nussbaum Verlag, ist auf die Herstellung von Amts- und privaten Mitteilungsblättern spezialisiert. Bei letzteren fungiert der Verlag auch als Herausgeber. Zur Verlagsgruppe gehören fünf Produktionsbetriebe, zwei Außenstellen und acht Verlagsbüros. Das Unternehmen ist hauptsächlich für Städte und Gemeinden mit bis zu 20.000 Einwohnern tätig.
Wöchentlich werden Mitteilungsblätter für rund 370 Städte und Gemeinden gefertigt. Die wöchentliche Gesamtauflage der Amts- und privaten Mitteilungsblätter beträgt rund 1,1 Millionen Exemplare. Der Inhalt besteht aus aktuellen Informationen zum lokalen Geschehen und aus Anzeigen lokaler und regionaler Gewerbetreibender.